# Eurycoma
Eurycoma é um género botânico de plantas com flor pertencente à família Simaroubaceae. São pequenas árvores perenes. São nativas do sudeste tropical da Ásia. As folhas estão dispostas em espiral e têm forma pinada. As flores são pequenas e agrupadas em panículas...

## Espécies
- Eurycoma apiculata Benn.
- Eurycoma harmandiana Pierre
- Eurycoma latifolia Ridl.
- Eurycoma longifolia Jack